# Andri Peer
Andri Peer (Sent, Grisons, 19 de desembre de 1931- Winterthur, 2 de juny de 1985) fou un escriptor suís en llengua romanx.
Estudià magisteri a Cuera, i romanística a Zúric i París. Del 1951 al 1983 donà classes de francès i italià a l'institut de Winterthur. La seva poesia ha abandonat les formes tradicionals i ha modernitzat la literatura romanx.

## Obres

### Narracions
- La punt peidra (1947)
- Da nossas varts (1961)

### Poemaris
- Sömmis (1951)
- Traischa dal camp (1946)
- Sgrafits (1959)
- Battüdas d'alas (1955)
- Furnatsch (1977)
- Il champ sulvasi (1975)
- Jener Nachmittag in Poschiavo (1974)
- Da cler bel di (1969)

### Drames
- Il Dolmetsch, svainter la crusch, Bajöz (1972)